# 伏見区
伏見区（ふしみく）は、京都市を構成する11の行政区の1つで、京都市の南部に位置する。

## 概要
『日本書紀』に「深草屯倉」とその名前の現れる深草では、京都盆地の中でもいち早く水稲耕作が始まり、稲荷神社の総本社である伏見稲荷大社が渡来系豪族の秦氏によって創建される。桃山のかつて巨椋池を一望する観月の名所であった指月には、平安時代に橘俊綱が伏見山荘を構え、のちに栄仁親王に始まる伏見宮家代々の相伝地の伏見荘があったが戦国時代に荒廃する。
そして安土桃山時代、豊臣秀吉によって伏見には中央政治都市が確立する。秀吉がこの地で生涯を閉じるまでの間に伏見城と大名屋敷群が整備され、淀川沿いに西に広がる傾斜地の大手筋を軸として、東の六地蔵から西の三栖、北は深草の七瀬川付近、南は宇治川対岸の向島までも城下に取り込み、大きさは東西に約4km、南北に約6kmという広範囲に城下町・伏見が形成される。また、徳川幕府初期にも伏見城下には最初の銀座が置かれ、徳川家康から三代家光までの将軍宣下も伏見城で行われるなど幕府の政治拠点であった。
伏見城廃城後も上方郡代や伏見奉行が置かれ、淀川水運の重要な港町（伏見港）・宿場町（伏見宿）としても栄えるなど、昭和初期までは京都とは独立した別の都市であった。幕末期に、坂本龍馬をはじめとする討幕の志士たちが活躍した地としても知られる。京都との間は街道や高瀬川で結ばれ、特に京町通につながる伏見街道（直違橋通）には墨染から五条通まで家屋が途切れることなく続いていた。明治には鴨川運河や鉄道も早期に開通し、各地から京都への物資を運んだほか酒造などの産業も盛んであった。
1931年（昭和6年）に京都市に編入されて誕生した伏見区には、深草・伏見以外にも、淀藩の城下町として栄えた淀や、醍醐寺が建つ醍醐などの地区が含まれ、以後は周囲も市街地化が進む。京都市の11区の中でも最多の人口を擁し、城下町の伝統を受け継ぐ商業拠点である一方、ベッドタウンとしての性格を持ち、「京都の郊外」という色も濃くなっている。西部や南部は淀川水系の低地、中央には東山から続く稲荷山や桃山丘陵、東部の山間部は滋賀県境まで続いている。
なお、伏見城のあった桃山の地名は、織田・豊臣政権期の時代区分「安土桃山時代」や、その文化「桃山文化」などの呼称の元となっているが、江戸時代の『伏見鑑』が発行されたころから固定・広まったとされている。現在は住宅地としても利用されているが、大部分は桃山御陵の広大な緑地が広がり、酒造に用いられる豊富な伏流水の水源となっている。

## 地理

### 地形

#### 山地
主な山
- 稲荷山
- 大岩山
- 桃山
- 高塚山
- 醍醐山
- 千頭岳

#### 河川
主な川
- 宇治川
- 鴨川
- 桂川
- 木津川
- 山科川
- 七瀬川
- 東高瀬川

### 地域
区を構成する町：京都市伏見区の町名

### 人口
| 伏見区の人口の推移 |           |  |
| \| 1970年（昭和45年） \| 190,569人 \| \| \| 1975年（昭和50年） \| 230,346人 \| \| \| 1980年（昭和55年） \| 257,156人 \| \| \| 1985年（昭和60年） \| 274,938人 \| \| \| 1990年（平成2年） \| 280,276人 \| \| \| 1995年（平成7年） \| 285,961人 \| \| \| 2000年（平成12年） \| 287,909人 \| \| \| 2005年（平成17年） \| 285,419人 \| \| \| 2010年（平成22年） \| 284,085人 \| \| \| 2015年（平成27年） \| 280,655人 \| \| \| 2020年（令和2年） \| 277,858人 \| \| |           |  |
| 総務省統計局 国勢調査より |           |  |
| 1970年（昭和45年） | 190,569人 |  |
| 1975年（昭和50年） | 230,346人 |  |
| 1980年（昭和55年） | 257,156人 |  |
| 1985年（昭和60年） | 274,938人 |  |
| 1990年（平成2年） | 280,276人 |  |
| 1995年（平成7年） | 285,961人 |  |
| 2000年（平成12年） | 287,909人 |  |
| 2005年（平成17年） | 285,419人 |  |
| 2010年（平成22年） | 284,085人 |  |
| 2015年（平成27年） | 280,655人 |  |
| 2020年（令和2年） | 277,858人 |  |

### 隣接自治体・行政区
京都府
- 京都市（南区、東山区、山科区）
- 宇治市
- 向日市
- 長岡京市
- 八幡市
- 久世郡：久御山町
- 乙訓郡：大山崎町

滋賀県
- 大津市

## 歴史

### 古代

#### 古墳時代
- 雄略天皇17年（473年?） - 『日本書紀』雄略天皇17年条の記事中に、「山背国の俯見村」の記載があり、文献上の初見とされる。土師連の祖・吾笥が献上した土地。
- 欽明天皇2年（532年?） - 欽明天皇、山城国一帯に勢力があった秦大津父を紀郡深草里に探し右腕とする。

#### 飛鳥時代
- 皇極天皇2年（643年） - 『日本書紀』皇極天皇2年11月1日条の記事中に「深草屯倉」の記載があり、この屯倉は上宮王家が所有し秦氏が管理経営していたとされる。

#### 奈良時代
- 和銅4年（711年） - 秦伊侶具によって深草稲荷神社が創建されるという。

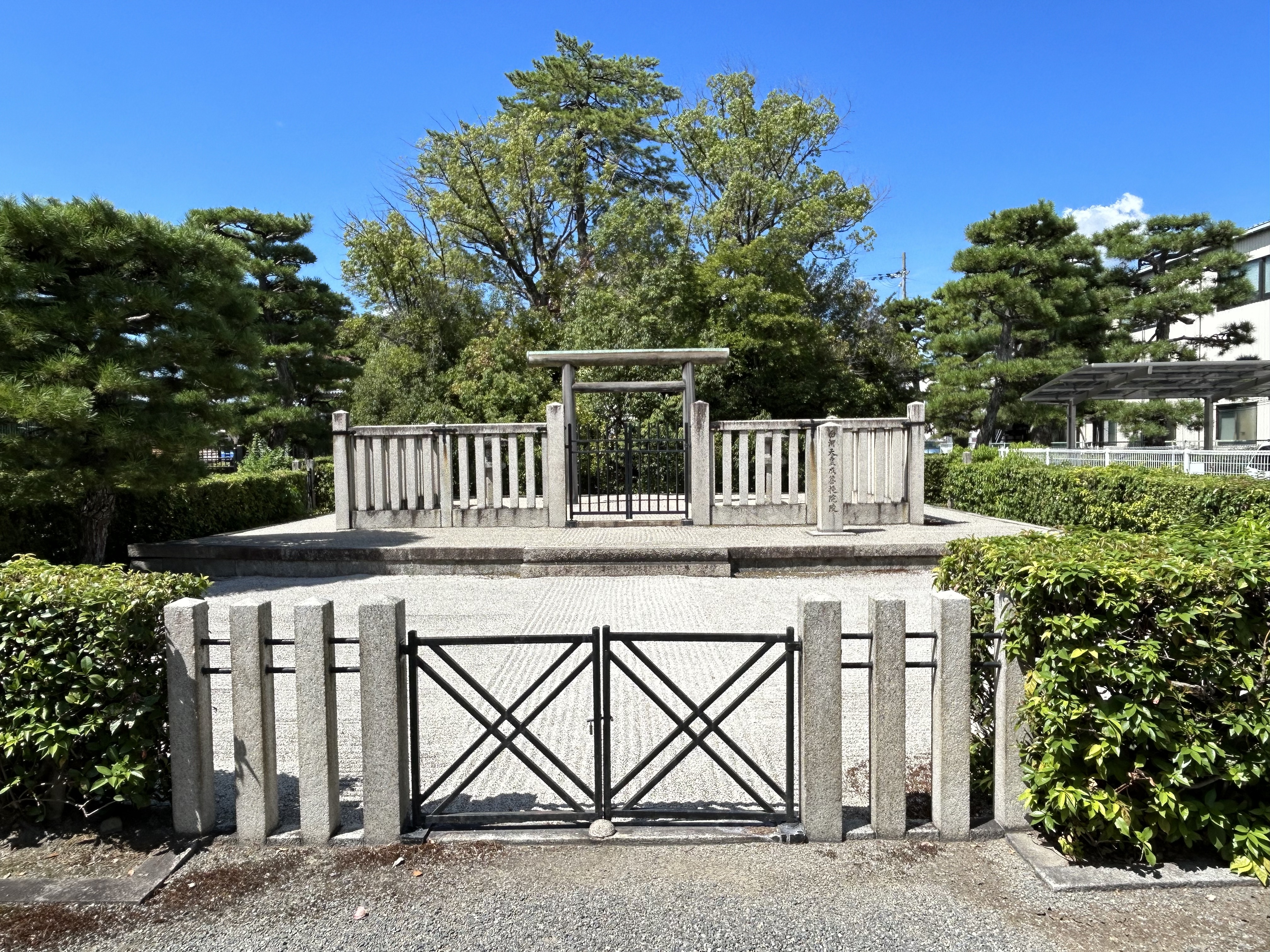
白河天皇陵（成菩提院陵）

#### 平安時代

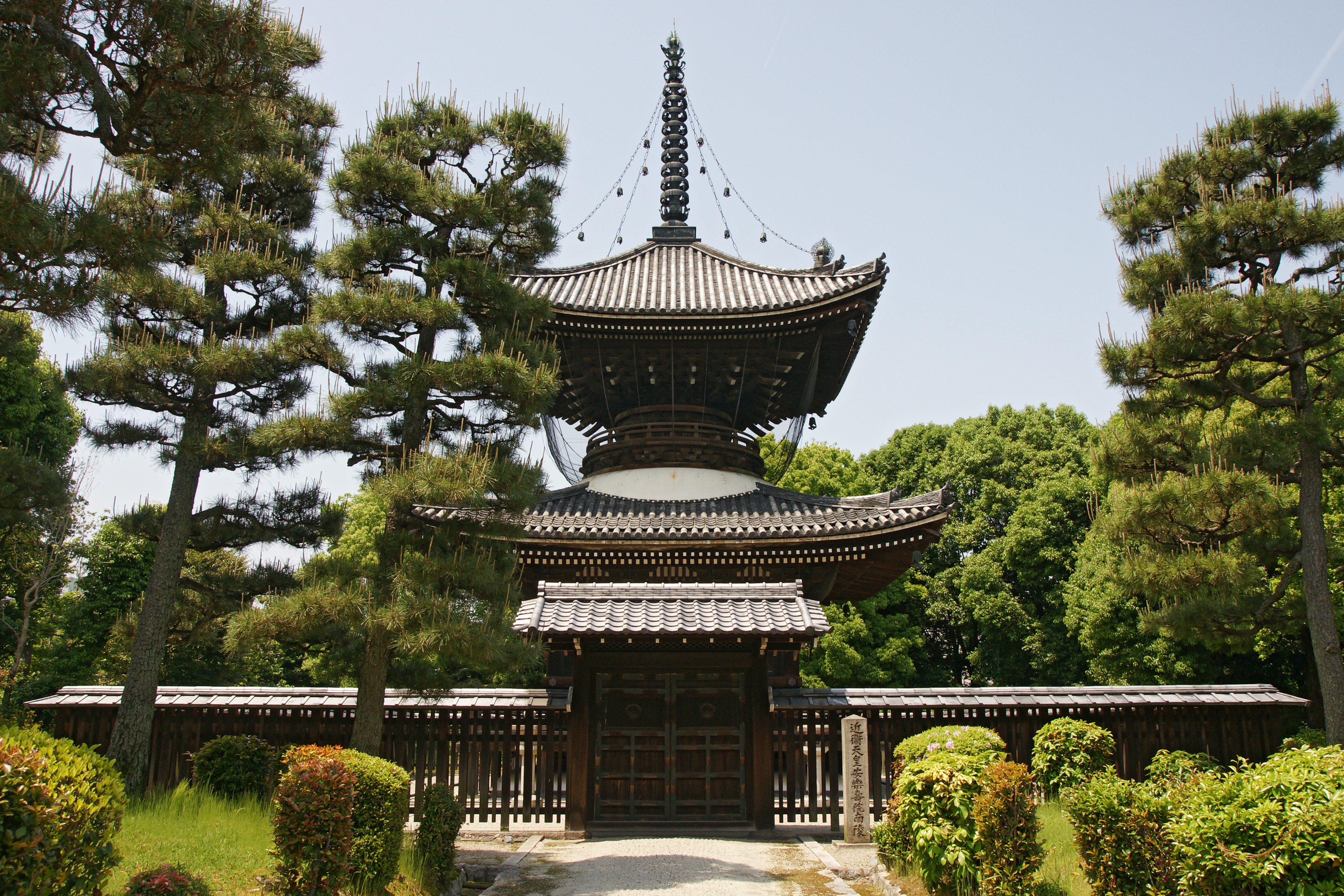
近衛天皇陵（安楽寿院）

- 近衛天皇陵（安楽寿院）貞観4年（861年） - 藤原北家の藤原良房が貞観寺を創建。深草は藤原氏の領地であったとされる。
- 貞観16年（874年） - 聖宝が上醍醐に一寺を建立、醍醐寺となす。
- 天暦6年（952年） - 醍醐寺の五重塔が建立される。
- 延久年間（1069年 - 1074年） - 橘俊綱が巨椋池を一望にする景勝地・指月の丘（現在の桃山町泰長老周辺）に伏見山荘を営む。

### 中世

#### 鎌倉時代
- 文治2年（1186年） - 後白河院が伏見殿御所に移る。
- 承久3年（1221年） - 後鳥羽上皇、伏見城南寺に流鏑馬揃えと称し倒幕の兵を上げる。

#### 南北朝時代
- 貞治年間（1362年 - 1368年）以降、崇光院が伏見山荘を栄仁親王代々の相伝地とし伏見宮家が創設。

#### 室町時代
- 応永33年（1426年） - 丹波猿楽の矢田座が伏見御香宮の楽頭職を得る。
- 嘉吉元年（1441年） - 伏見など京都近郊の諸村が徳政一揆を起こして洛中に押し寄せる。

### 近世

#### 安土桃山時代

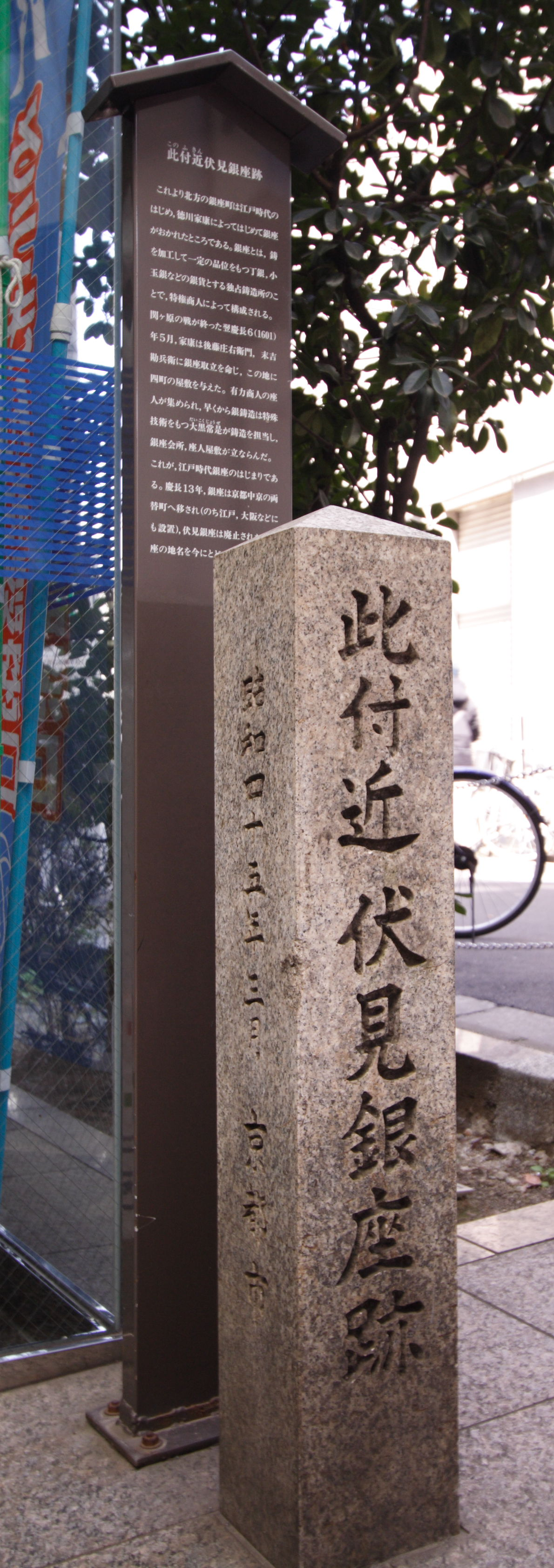
伏見銀座跡碑（京都市伏見区銀座町）

- 天正17年（1589年） - 伏見九郷の舟戸の庄の鶴屋（後の駿河屋）5代目岡本善右衛門が、紅羊羹(当時はまだ蒸し羊羹であり、煉羊羹ではない)を豊臣秀吉に献上。大茶会の引き出物に使われて評判となる。
- 天正19年（1591年） - 豊臣秀吉が関白を豊臣秀次に譲り隠居所として伏見の指月に築いた屋敷に隠居する。
- 文禄3年（1594年） - 豊臣秀吉が隠居屋敷を城郭へと大規模に改修、伏見城の城下町として伏見の町割、開発を行ない、町の原型が形作られる（現在も区内に残る地名や鍵状に曲がった道路には城下町の特徴が色濃く表れている）。
- 文禄4年（1595年） - 関白豊臣秀次が切腹し、政治の中心が聚楽第から伏見に移る。
- 文禄5年閏7月13日（1596年9月5日） - 慶長伏見地震。指月の伏見城が倒壊し、2日後には木幡山伏見城の作事に着手。
- 慶長2年（1597年） - 伏見城の築城が終わる。
- 慶長3年（1598年） - 豊臣秀吉、醍醐にて花見を行う。同年、伏見城にて死去。
- 慶長5年（1600年） - 伏見城の戦いにて伏見城炎上、関ヶ原の戦いの火ぶたが切られる。
- 慶長6年（1601年） - 徳川家康が伏見城の再建を開始。城下に銀座が置かれる。

#### 江戸時代

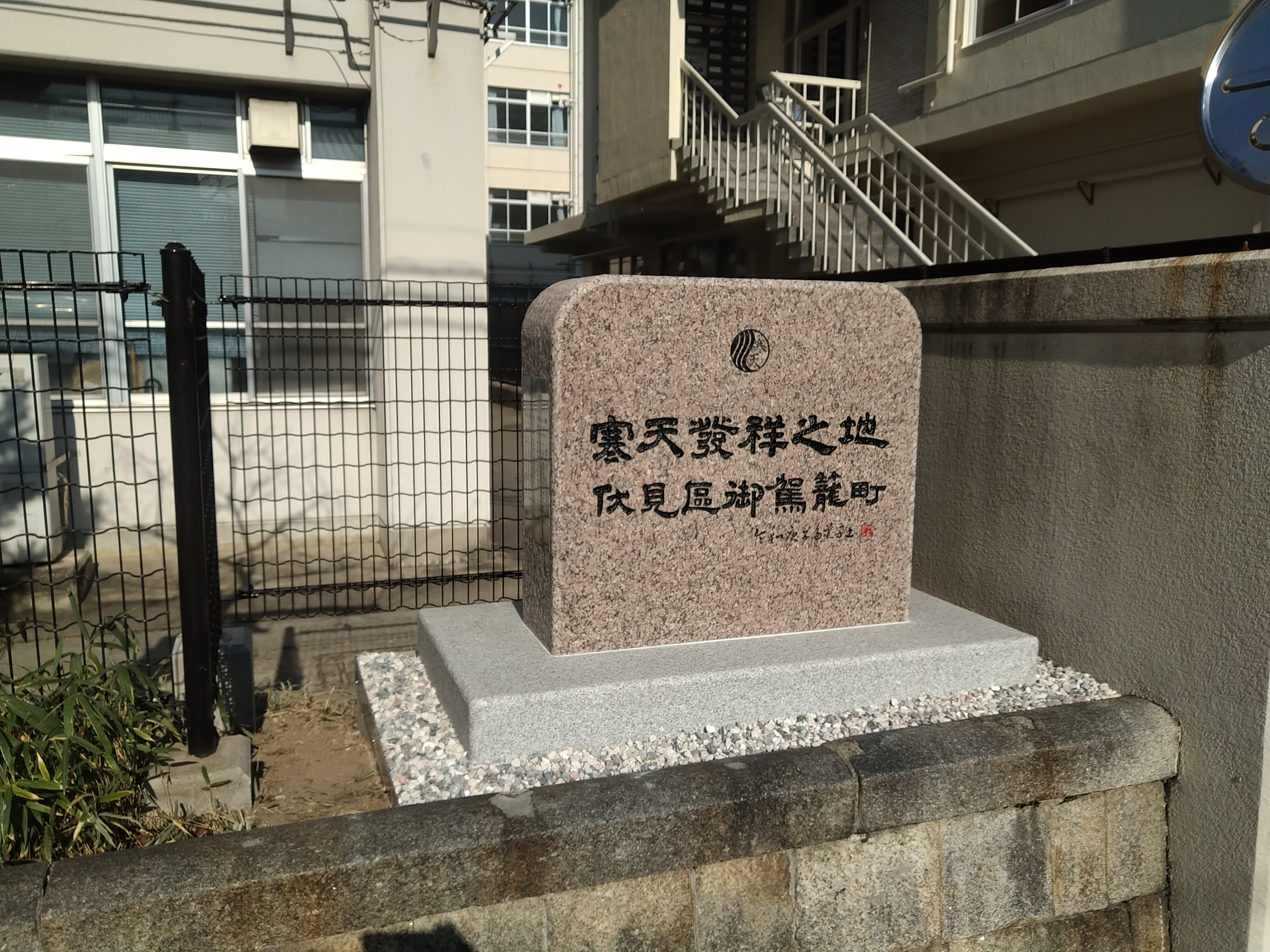
寒天発祥之地碑（京都市伏見区御駕籠町）

- 慶長8年（1603年） - 徳川家康が伏見城にて将軍宣下を受ける。
- 慶長10年（1605年） - 徳川家康が伏見城で朝鮮使節と会見し、文禄・慶長の役で関係が悪化していた朝鮮と和議を成立。徳川秀忠が伏見城にて将軍宣下を受ける。
- 慶長11年（1606年） - 徳川家康が駿府城を正式に居城とし、伏見城の作事が停止される。
- 慶長12年（1607年） - 松平定勝が伏見城代となる。
- 慶長13年（1608年） - 銀座が京都に移される。
- 慶長18年（1613年） - 京都二条と伏見の間に高瀬川が開通する。
- 元和3年（1617年） - 伏見城代が廃止される。
- 元和8年（1623年） - 徳川家光が伏見城にて将軍宣下を受ける。
- 元和9年（1624年） - 伏見城が廃城となる。小堀遠州が伏見奉行に任ぜられ、以後、伏見は奉行が支配する。
- 寛永2年（1625年） - 松平（久松）定綱が淀藩の藩主となる。
- 寛永9年（1632年） - 小堀遠州が山口駿河守屋敷にあった伏見奉行所を、六地蔵西町にあった自邸とともに富田信濃守屋敷跡に移転新築。
- 明暦3年（1657年） - 伏見御駕籠町の美濃屋太郎左衛門[3]が寒天を発見。その後100年余りは伏見で独占的に生産されていた[4]。
- 明暦4年（1658年） - 駿河屋で寒天を用いた煉羊羹の製法が確立される。
- 元禄7年（1694年） - 御香宮神社例祭の芝居・見世物が始まる。
- 元禄11年（1698年） - 伏見奉行・建部内匠頭、伏見舟200艘の新造を許可。
- 元文1年（1736年） - 伏見指物町の銭座で銭貨が作られる。
- 天明5年（1785年） - 伏見騒動が起こる。
- 天明6年（1786年） - 伏見町の人口が4万人を数える。
- 文久2年（1862年） - 寺田屋騒動が起こる
- 元治1年（1864年） - 長州藩が兵を率いて伏見に入る。幕府軍に敗れ、長州藩伏見屋敷焼失。（禁門の変）。
- 慶応3年（1867年） - 伏見奉行が廃止される。
- 慶応4年（1868年） - 鳥羽・伏見の戦いで伏見市街が戦場となる。

### 近代

#### 明治時代

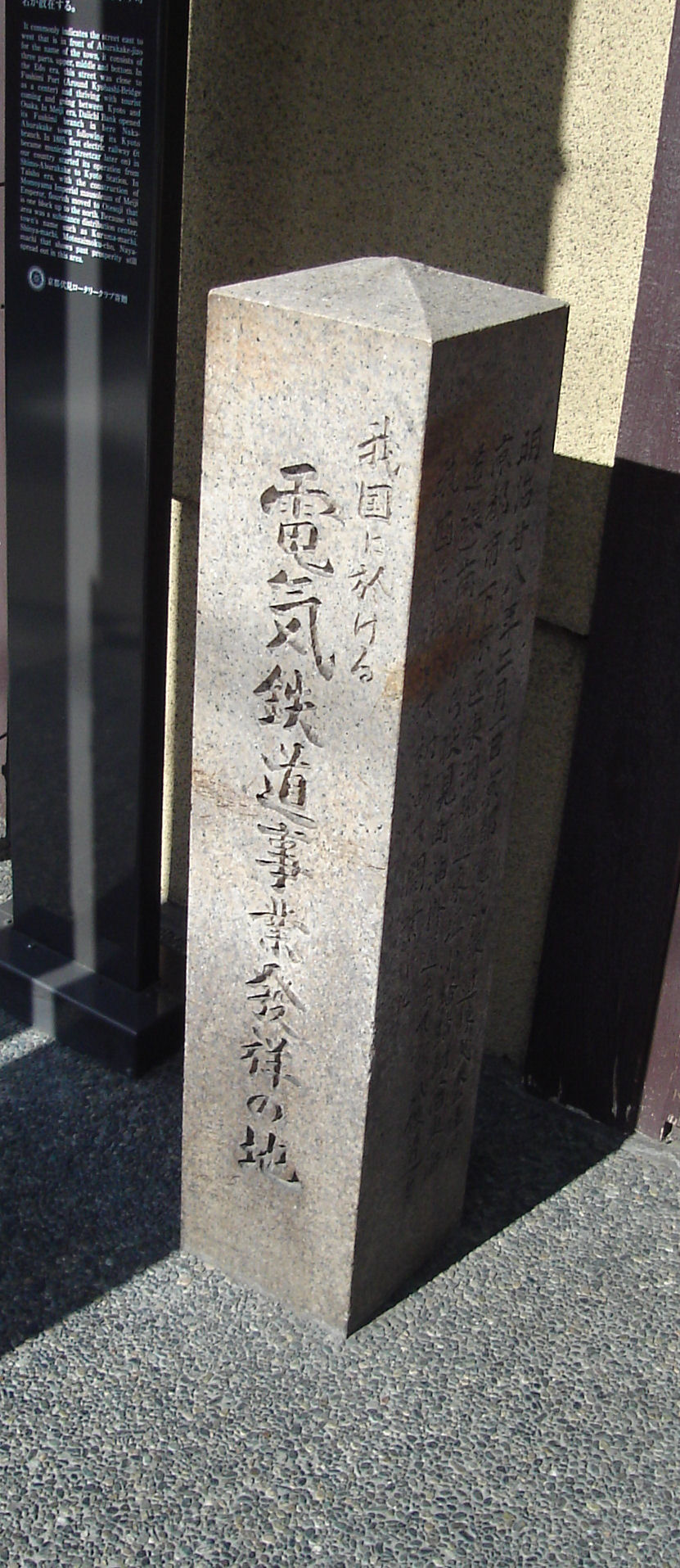
「電気鉄道事業発祥の地」碑（京都市伏見区下油掛町）

- 1879年（明治12年）4月10日 - 郡区町村編制法により（初代）伏見区が設置される。
- 1879年（明治12年）8月18日 - 官設鉄道の稲荷駅開設。
- 1881年（明治14年）1月10日 - 伏見区が廃止される。
- 1885年（明治18年）7月 - 集中豪雨により淀川大洪水が発生。納所村内で宇治川の堤防142メートルにわたり決壊[5]。
- 1889年（明治22年）4月1日 - 町村制施行により紀伊郡伏見町が発足する。
- 1894年（明治27年）9月 - 琵琶湖疏水の冷泉放水口から伏見インクラインを経て、伏見城外堀の濠川までを結ぶ鴨川運河が開通する。
- 1895年（明治28年）2月1日 - 京都駅前（七条）と伏見下油掛の間で、営業用としては日本初の電車である京都電気鉄道開業（後の京都市電伏見線、1970年廃止）。
- 1895年（明治28年）9月5日 - 奈良鉄道の伏見駅開設。
- 1895年（明治28年）11月3日 - 奈良鉄道の桃山駅開設。
- 1905年（明治38年）7月18日 - 大日本帝国陸軍第16師団が深草に置かれる。

#### 大正時代
- 1912年（大正元年） - 明治天皇の遺言により桃山丘陵に伏見桃山陵が造営される。
- 1914年（大正3年）5月 - 鴨川運河の伏見インクラインの落差を利用した墨染発電所が運転を開始する。

### 近現代

#### 昭和時代
- 1929年（昭和4年）5月1日 - 伏見町が京都府下で2番目に市制を施行して伏見市が成立した。しかし、これは京都市への編入を前提とした市制施行であった[6]。
- 1931年（昭和6年）4月1日 - 伏見市、紀伊郡深草町、下鳥羽村、横大路村、納所村、堀内村、向島村、竹田村、宇治郡醍醐村の1市1町7村が、京都市に編入された。自治体としての伏見市は消滅し、1市1町7村の区域をもって京都市の行政区としての（2代目）伏見区となった（右京区と同日）[7]。
- 1950年（昭和25年）
  - 10月29日 - 近畿財務局の木幡分工場でドラム缶が爆発する事故。死者3人、重軽傷18人[8]。
  - 12月1日 - 乙訓郡羽束師村および久我村を編入する。
- 1957年（昭和32年）4月1日 - 久世郡淀町を編入する。
- 1967年（昭和42年） - 伏見港公園が都市計画決定。港湾としての歴史が名実ともに終結した。

## 政治

### 行政

#### 役所
区役所・支所
区役所のほか、2つの支所が設置されている。なお、住民登録や行政事務はそれぞれで独自に行われており、区内相互間で住所地を移した場合でも管轄区域をまたぐ場合は転出入に関わるそれぞれの区役所または支所・出張所で手続きをする必要があるほか、証明書についても管轄の区役所または支所・出張所でしか発行できない物もある。
区役所・支所および出張所と管轄区域は以下のとおり。
- 伏見区役所 - 各支所・出張所が管轄しない地域を管轄する。鷹匠町に所在。
- 深草支所 - 深草を管轄する。深草向畑町に所在。
- 醍醐支所 - 醍醐・日野・石田・小栗栖を管轄する。醍醐大構町に所在。
- 神川出張所 - 久我・羽束師を管轄する。久我東町に所在。
- 淀出張所 - 淀・納所および葭島渡場島町・向島又兵衛を管轄する。淀池上町に所在。

#### 分区問題
伏見区は全国の政令指定都市の行政区の中で上位10位に入る人口を有する行政区である。
人口が多いことや区域が広いこと、区域内での繋がりが必ずしも深くはないことなどから、昔から分区構想がたびたび出ている。
区内の行政管轄は区役所の直轄区域を除くと深草支所・醍醐支所・神川出張所・淀出張所に分かれているが、主な分区構想では、このうち深草支所と醍醐支所管内を伏見区から分離させるものである。しかし、深草支所管内および醍醐支所管内とも人口は10万人にも満たない（それでも東山区よりは人口が多い）ほか、両地域は隣接してはいるものの間に大岩山を挟むなど地域的な結びつきが希薄であることもあって、分区の機運が盛り上がらない要因の1つとなっている。
なお、醍醐支所管内は伏見区中心部よりも地形的、歴史的に同じ宇治郡だった山科区との結びつきの方が圧倒的に強いため、同管内のみを分離して山科区に編入する方が合理的とする考え方もある。

## 施設

### 行政機関

#### 国の機関
国税庁
- 伏見税務署

厚生労働省
- 京都南労働基準監督署
- ハローワーク伏見（伏見公共職業安定所）

法務省
- 京都地方法務局伏見出張所

### 郵便局
日本郵政グループのうち、集配郵便局および担当地域は以下のとおり。
- 伏見郵便局 - 郵便番号は、612-00xx,-08xx,-09xx,-80xx,-81xx,-82xx,-83xx,-84xx,601-13xx,-14xxである。
  - 2018年8月27日までは、601-13xx,-14xxは伏見東郵便局の担当だった。
- 久御山郵便局（久世郡久御山町） - 伏見区外にあるが、区内のうち公称町名の冒頭に「淀」がつく地域（かつての淀町）を担当している。郵便番号は、613-00xx,-08xx,-09xxである。

### 警察署
- 伏見警察署 区内の中央部を所轄。

下記は区外に所在するが、伏見区の一部も所轄区域に入っている。
- 山科警察署 醍醐地区を所轄。
- 向日町警察署 桂川右岸を所轄。

## 経済

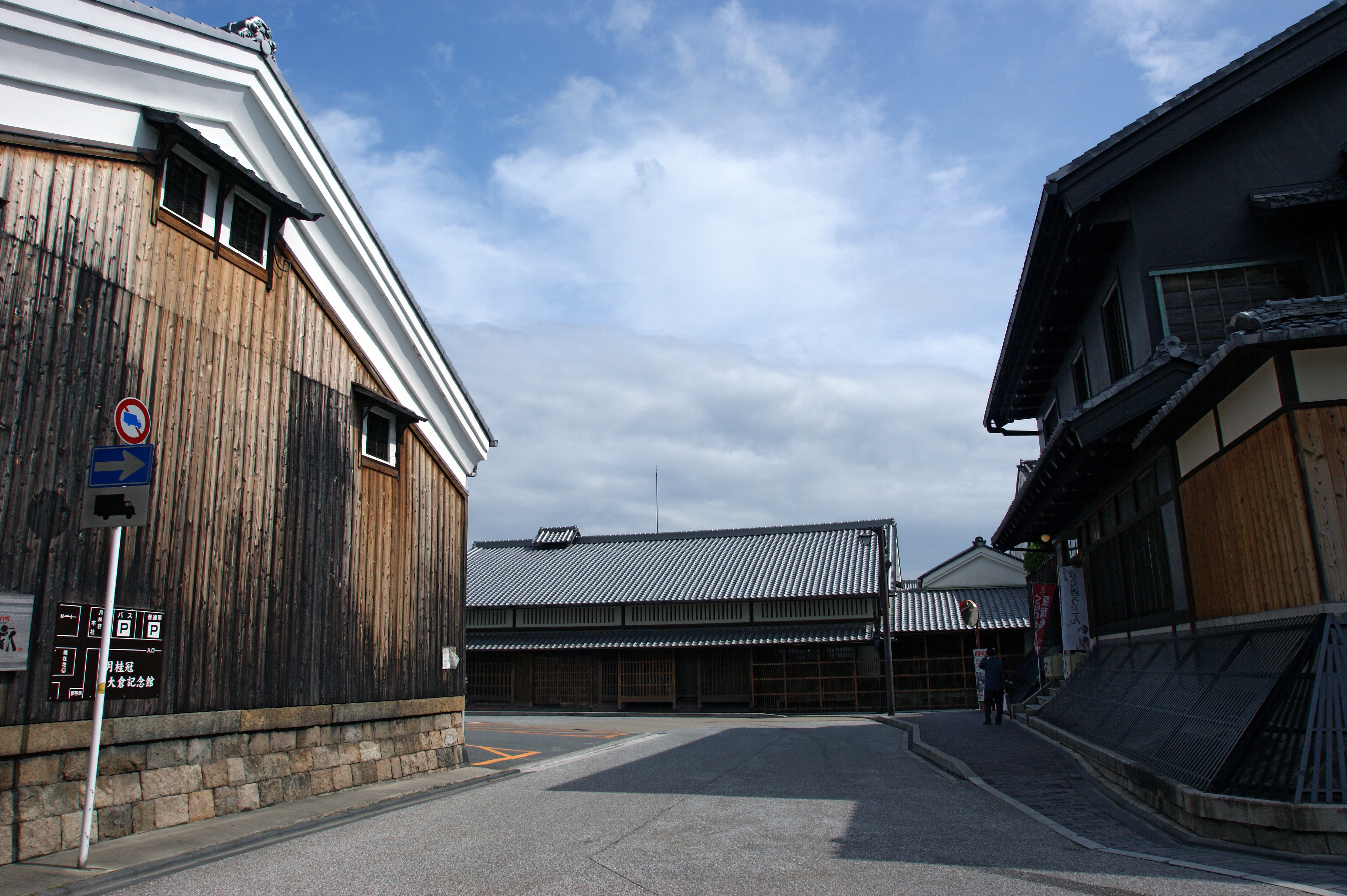
左から、月桂冠大倉記念館・大倉家本宅・月桂冠旧本社

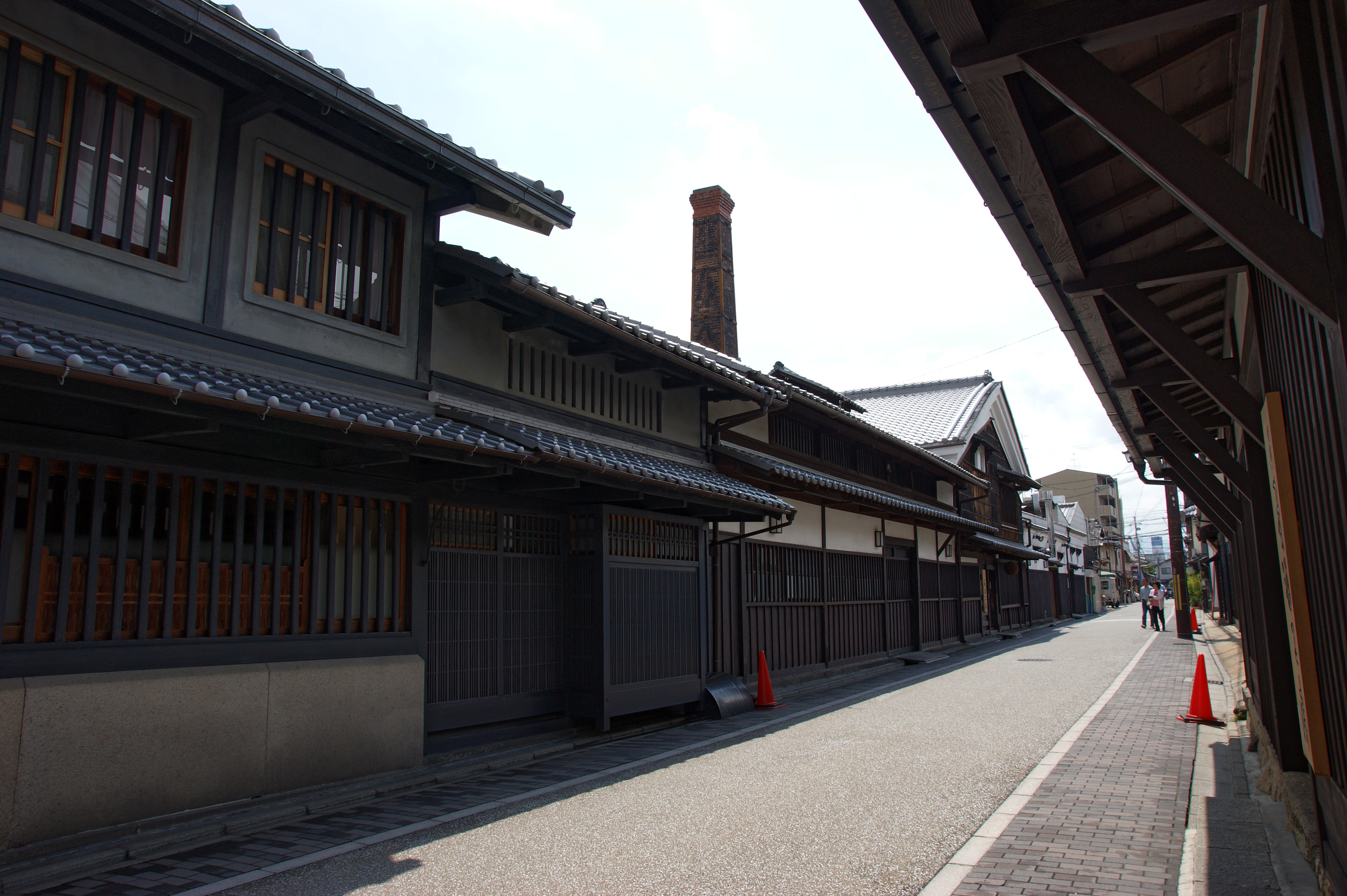
黄桜・キザクラカッパカントリー清酒工房

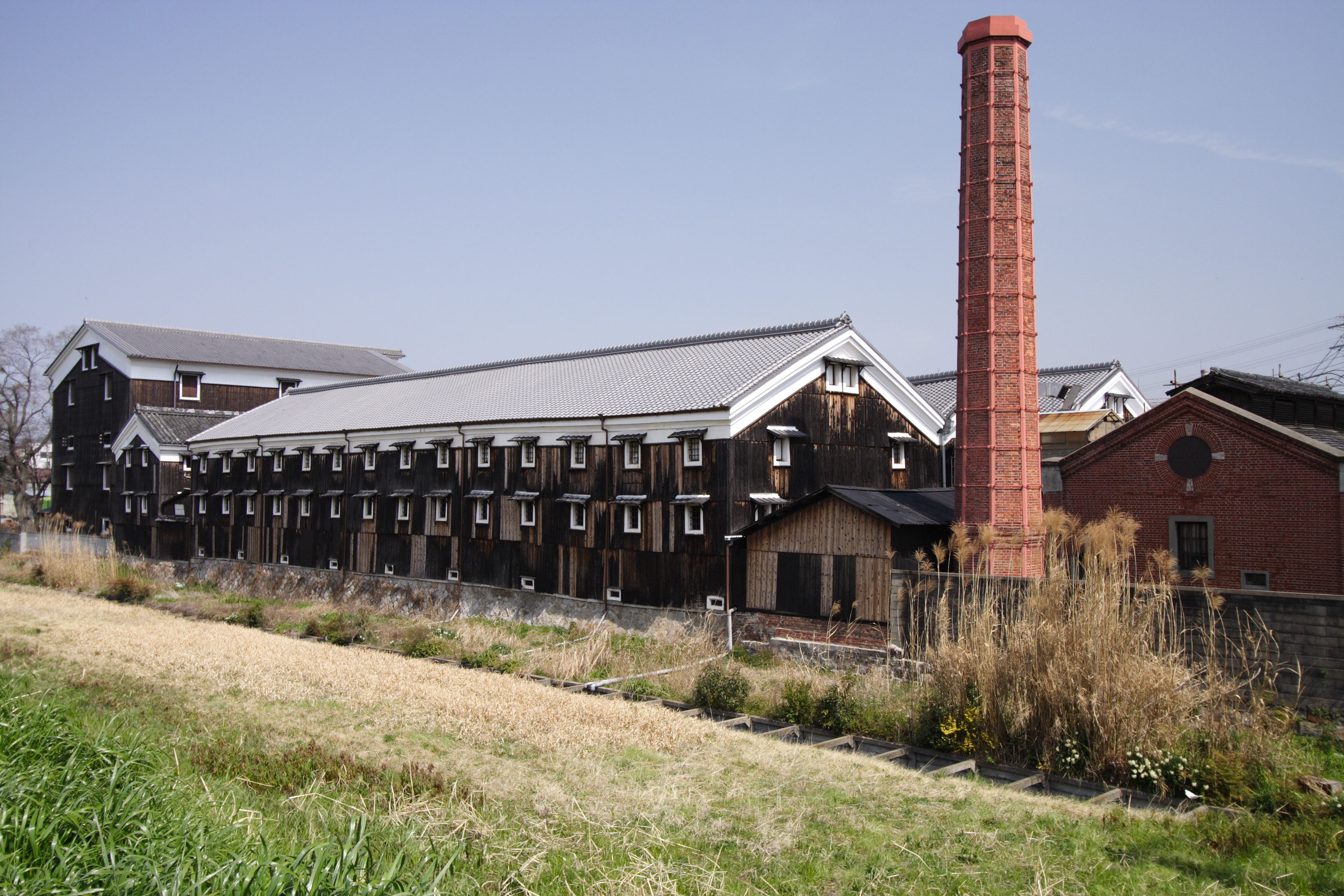
松本酒造

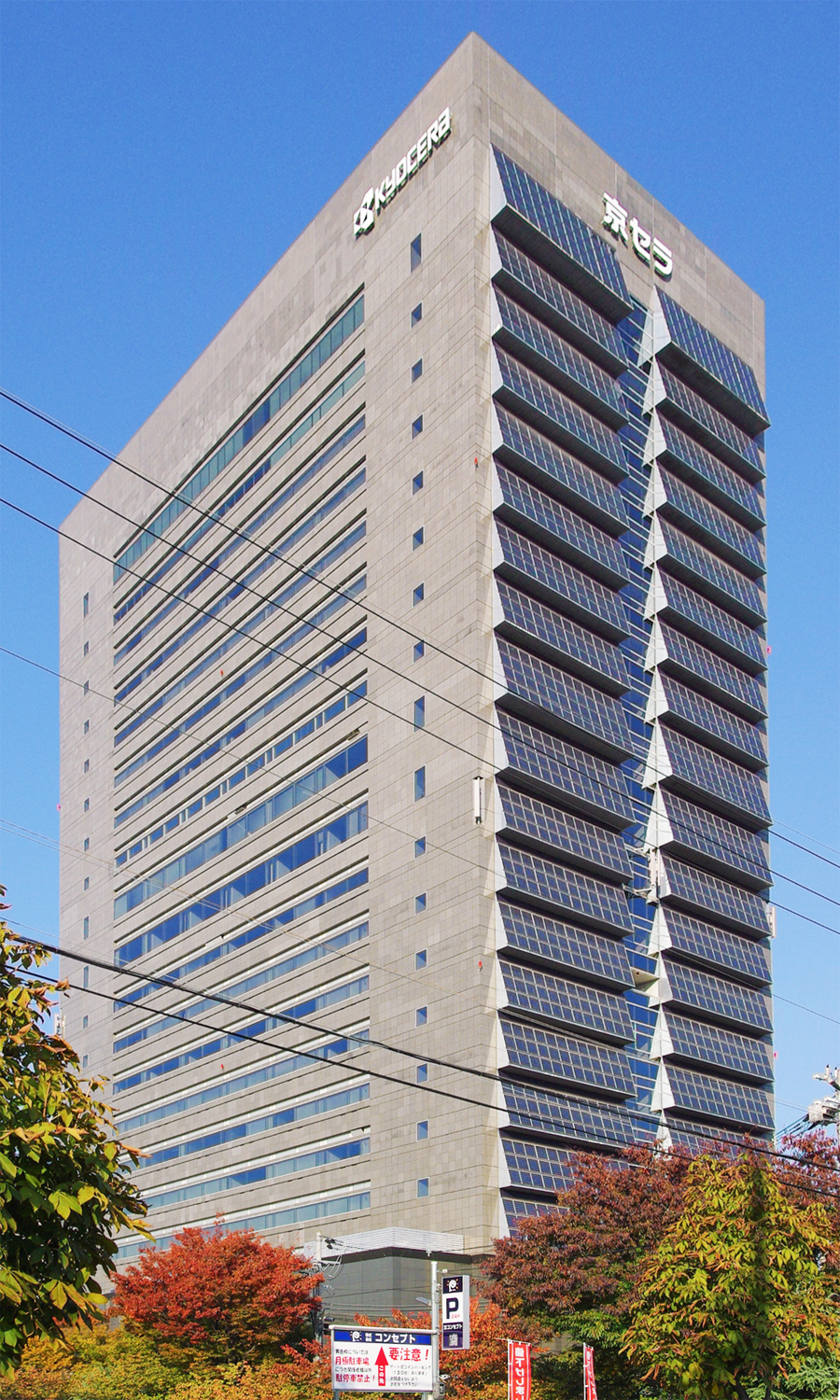
京セラ本社ビル

### 第一次産業

#### 農業
伏見区の西部・南部に水田が広がる。

### 第二次産業
伝統的な日本酒の名産地として知られるほか、先進的なエレクトロニクス産業やそれをサポートする資材製造の事業所が見受けられる。

#### 工業
油小路通（通称は「新油小路通」「新堀川通」）沿いはらくなん進都の地域名で京都市が産業集積を推進している。沿道には京都パルスプラザ（京都府総合見本市会館）があり、様々な業種による見本市や発表会が頻繁に開催されており、京都の産業を対外的にPRする拠点として重視されている。
先端技術分野の世界的企業である京セラおよび村田機械の本社が所在している。
この他、創味食品の本社工場や、愛媛県八幡浜市に本社がある菓子メーカーあわしま堂の工場も所在する。

#### 醸造業
以下は、区内に所在する日本酒の蔵元の一覧である。なお、この中には全国に販路を持つ企業も複数ある。※日本酒の銘柄一覧#京都府も参照。
- 「英勲」 - 齊藤酒造
- 「黄桜」 - 黄桜
- 「月桂冠」 - 月桂冠
- 「松竹梅」 - 宝酒造（宝ホールディングス）
- 「キンシ正宗」 - キンシ正宗
- 「花洛」 - 招徳酒造
- 「玉乃光」 - 玉乃光酒造
- 「月の桂」 - 増田徳兵衛商店
- 「富翁」 - 北川本家
- 「桃の滴」 - 松本酒造
- 「神聖」 - 山本本家

※伏見城跡を開墾した吉村家の末裔と言われる吉村酒造は、2000年に本拠地を兵庫県新温泉町へ移転している。

### 第三次産業

#### 商業
小規模の店舗は旧来からの街区に多い。一方、国道1号や油小路通沿線には郊外型の大規模小売店および飲食店や娯楽場が多く立地している。

### 拠点を置く企業

#### 上場企業
- 京セラ
- サムコ
- 白鳩
- ユーシン精機

#### 非上場企業
- I-PEX

## 教育・研究機関

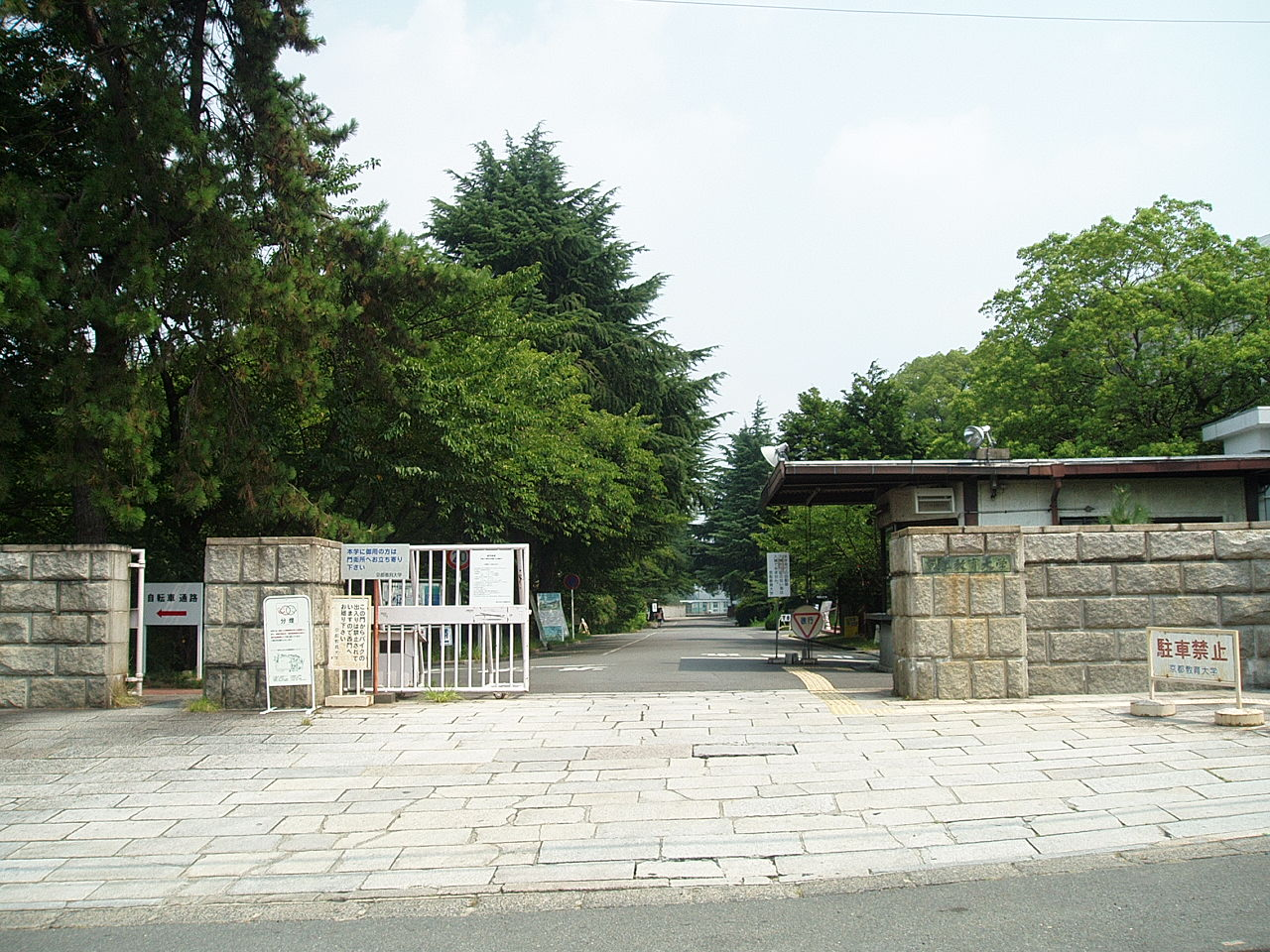
京都教育大学

### 大学
国立
- 京都教育大学

私立
- 種智院大学
- 龍谷大学

外国大学の日本校
- テンプル大学ジャパンキャンパス

### 高等学校
国立
- 京都教育大学附属高等学校

府立
- 京都府立京都すばる高等学校
- 京都府立桃山高等学校
- 京都府立東稜高等学校
- 京都府立洛水高等学校

市立
- 京都市立京都工学院高等学校
- 京都市立京都奏和高等学校

私立
- 京都橘高等学校 ※中高併設。
- 京都聖母学院高等学校 ※中高併設。

### 義務教育学校
公立
- 向島秀蓮小中学校

### 中学校
国立
- 京都教育大学附属桃山中学校

市立
- 京都市立深草中学校
- 京都市立藤森中学校
- 京都市立桃山中学校
- 京都市立伏見中学校
- 京都市立神川中学校
- 京都市立醍醐中学校

- 京都市立春日丘中学校
- 京都市立小栗栖中学校
- 京都市立栗陵中学校
- 京都市立桃陵中学校
- 京都市立向島東中学校

- 京都市立洛水中学校
- 京都市立大淀中学校

私立
- 京都聖母学院中学校 ※中高併設。
- 京都橘中学校 ※中高併設。

### 小学校
醍醐一ノ切、二ノ切、および三ノ切の児童は滋賀県大津市への依託により、通学に便利な大津市立石山小学校および大津市立石山中学校に通学する。
国立
- 京都教育大学附属桃山小学校

市立
- 京都市立深草小学校
- 京都市立稲荷小学校
- 京都市立藤ノ森小学校
- 京都市立藤城小学校
- 京都市立砂川小学校
- 京都市立竹田小学校
- 京都市立桃山小学校
- 京都市立桃山東小学校
- 京都市立桃山南小学校
- 京都市立醍醐小学校
- 京都市立小栗栖小学校※2021年度閉校
- 京都市立小栗栖宮山小学校
- 京都市立池田小学校

- 京都市立池田東小学校
- 京都市立春日野小学校
- 京都市立日野小学校
- 京都市立石田小学校
- 京都市立醍醐西小学校
- 京都市立北醍醐小学校
- 京都市立伏見板橋小学校
- 京都市立伏見南浜小学校
- 京都市立伏見住吉小学校
- 京都市立下鳥羽小学校
- 京都市立横大路小学校
- 京都市立納所小学校
- 京都市立向島小学校

- 京都市立向島藤の木小学校
- 京都市立神川小学校
- 京都市立久我の杜小学校
- 京都市立羽束師小学校
- 京都市立明親小学校
- 京都市立美豆小学校

私立
- 京都聖母学院小学校

### 特別支援学校
国立
- 京都教育大学附属特別支援学校

府立
- 京都府立桃山養護学校

市立
- 京都市立呉竹総合支援学校
- 京都市立桃陽総合支援学校

## 交通

### 鉄道

#### 鉄道路線
西日本旅客鉄道（JR西日本）
- 奈良線：（至京都駅）← 稲荷駅 - JR藤森駅 - 桃山駅 →（至木津駅）

近畿日本鉄道（近鉄）
- B 京都線：（至京都駅）← 上鳥羽口駅 - 竹田駅 - 伏見駅 - 近鉄丹波橋駅 - 桃山御陵前駅 - 向島駅 →（至大和西大寺駅）

京阪電気鉄道（京阪）
- 京阪本線：（至出町柳駅）← 伏見稲荷駅 - 龍谷大前深草駅 - 藤森駅 - 墨染駅 - 丹波橋駅 - 伏見桃山駅 - 中書島駅 - 淀駅 →（至淀屋橋駅）
- 宇治線：中書島駅 - 観月橋駅 - 桃山南口駅 - 六地蔵駅 →（至宇治駅）

#### 地下鉄
京都市営地下鉄
- 烏丸線：（至国際会館駅）← くいな橋駅 - 竹田駅 →（近鉄京都線に乗り入れ）
- 東西線：（至太秦天神川駅） ← 醍醐駅 - 石田駅 → （至六地蔵駅）

### バス

#### 路線バス
- 京都市営バス - 運行は委託先の各社による。※詳細は京都市営バス横大路営業所を参照。
  - かつては、醍醐支所北側に京都市営バス醍醐営業所があり、醍醐地域と京都市中心部を結ぶ路線を担当していたが、1997年10月12日に京都市営地下鉄東西線が開業したことにより醍醐営業所が廃止され、京都市営バスは醍醐地域から撤退した。
- 京阪バス ※詳細は京阪バス山科営業所および京阪バス洛南営業所を参照。
- 京都京阪バス
- 近鉄バス ※詳細は近鉄バス京都営業所を参照。
- 阪急バス - 羽束師・樋爪口・菱川地区および淀地区の一部のみ。※詳細は阪急バス大山崎営業所および阪急バス向日出張所を参照。
- 京都らくなんエクスプレス
- 醍醐コミュニティバス ※ヤサカバスも参照。
- 奈良交通 ※詳細は奈良交通京都営業所を参照。

### 道路

#### 高速道路
西日本高速道路（NEXCO西日本）
- 名神高速道路：- 京都南JCT（建設中） - 京都南IC -
- 京滋バイパス：- 久御山淀IC（一部が伏見区にまたがる）-
- 第二京阪道路：- 伏見IC - 城南宮南IC - 城南宮北IC - 京都南JCT（建設中） - （この間南区） - 鴨川東IC

#### 国道
区内の一般国道の全てを国土交通省が直轄管理している。
- 国道1号
- 国道24号
- 国道171号
- 国道478号

#### 府道
主要地方道
市内の主要地方道は81号八幡宇治線を除き京都市役所が、81号八幡宇治線は京都府庁（山城北土木事務所）がそれぞれ管理している。
- 京都府道7号京都宇治線 - 京都外環状線の一部を成す。
- 京都府道13号京都守口線
- 京都府道14号大阪高槻京都線（国道171号重複）
- 京都府道15号宇治淀線
- 京都府道35号大津淀線
- 京都府道36号大津宇治線
- 京都府道68号南インター竹田線
- 京都府道79号伏見柳谷高槻線 - 京都外環状線の一部を成す。
- 京都府道81号八幡宇治線
- 京都市道188号観月橋横大路線 - 京都外環状線の一部を成す。

一般府道
全線を京都市が管理している。
- 京都府道115号伏見港京都停車場線
- 京都府道119号稲荷停車場線
- 京都府道120号伏見停車場線
- 京都府道121号丹波橋停車場線
- 京都府道123号水垂上桂線
- 京都府道124号三栖向納所線
- 京都府道125号淀停車場線
- 京都府道126号新町淀停車場線
- 京都府道127号日野薬師線
- 京都府道128号六地蔵停車場線
- 京都府道201号中山稲荷線
- 京都府道202号伏見向日線
- 京都府道203号志水西向日停車場線 - 京都外環状線の一部
- 京都府道204号奥海印寺納所線
- 京都府道241号向島宇治線
- 京都府道782号醍醐大津線
- 京都府道801号京都八幡木津自転車道線

## 観光

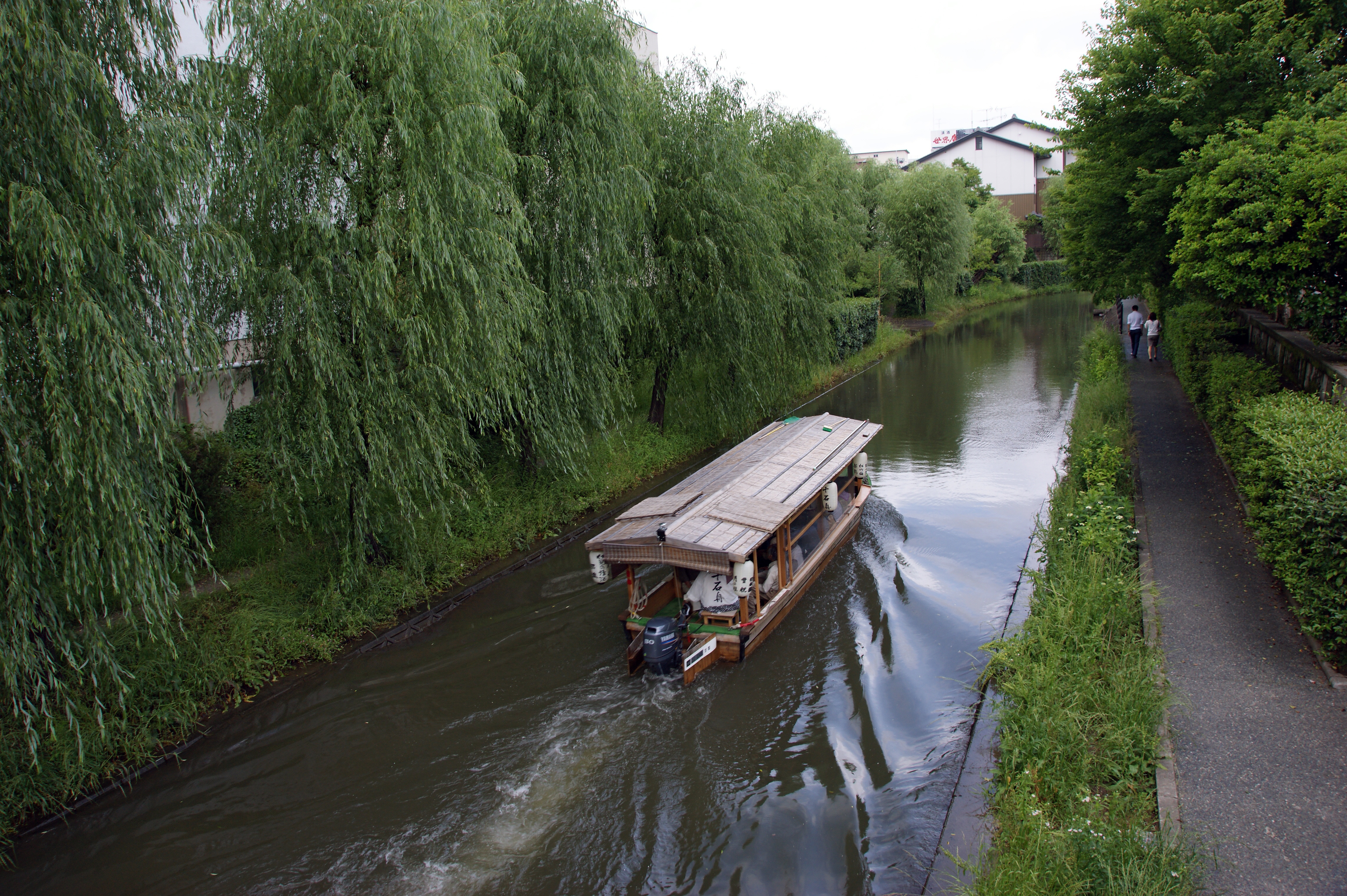
伏見濠川の柳並木

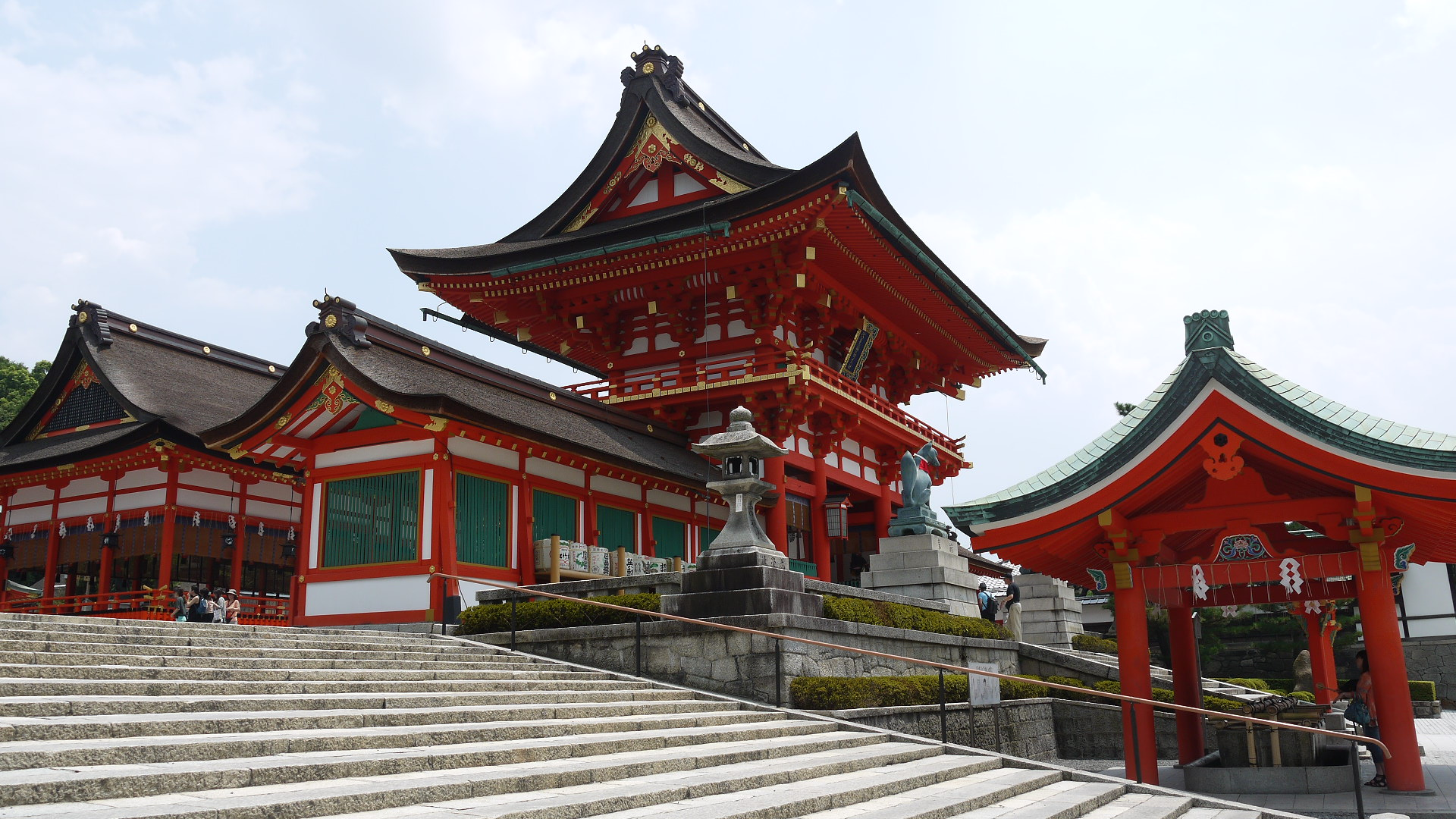
伏見稲荷大社

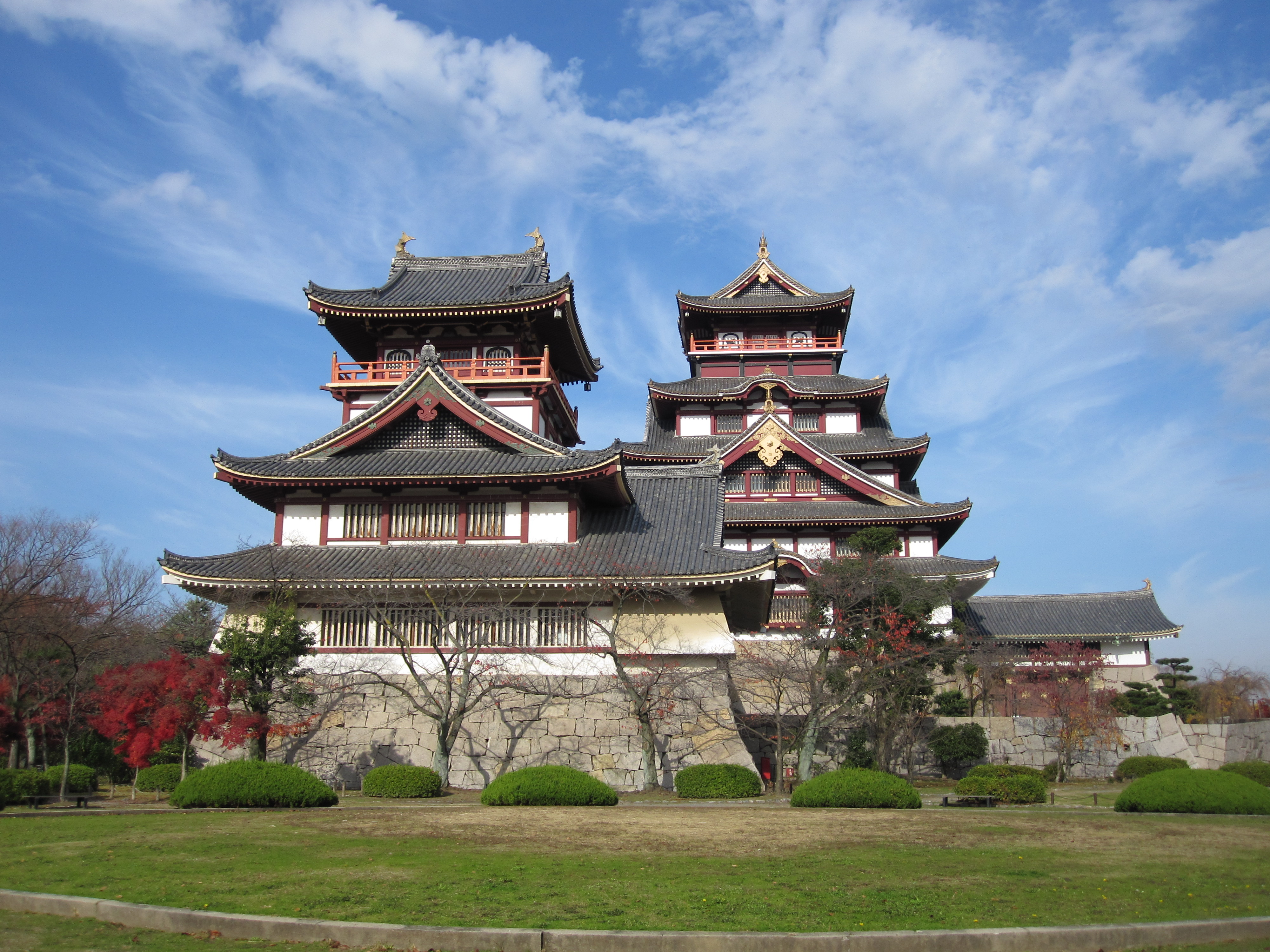
伏見城の模擬天守と小天守

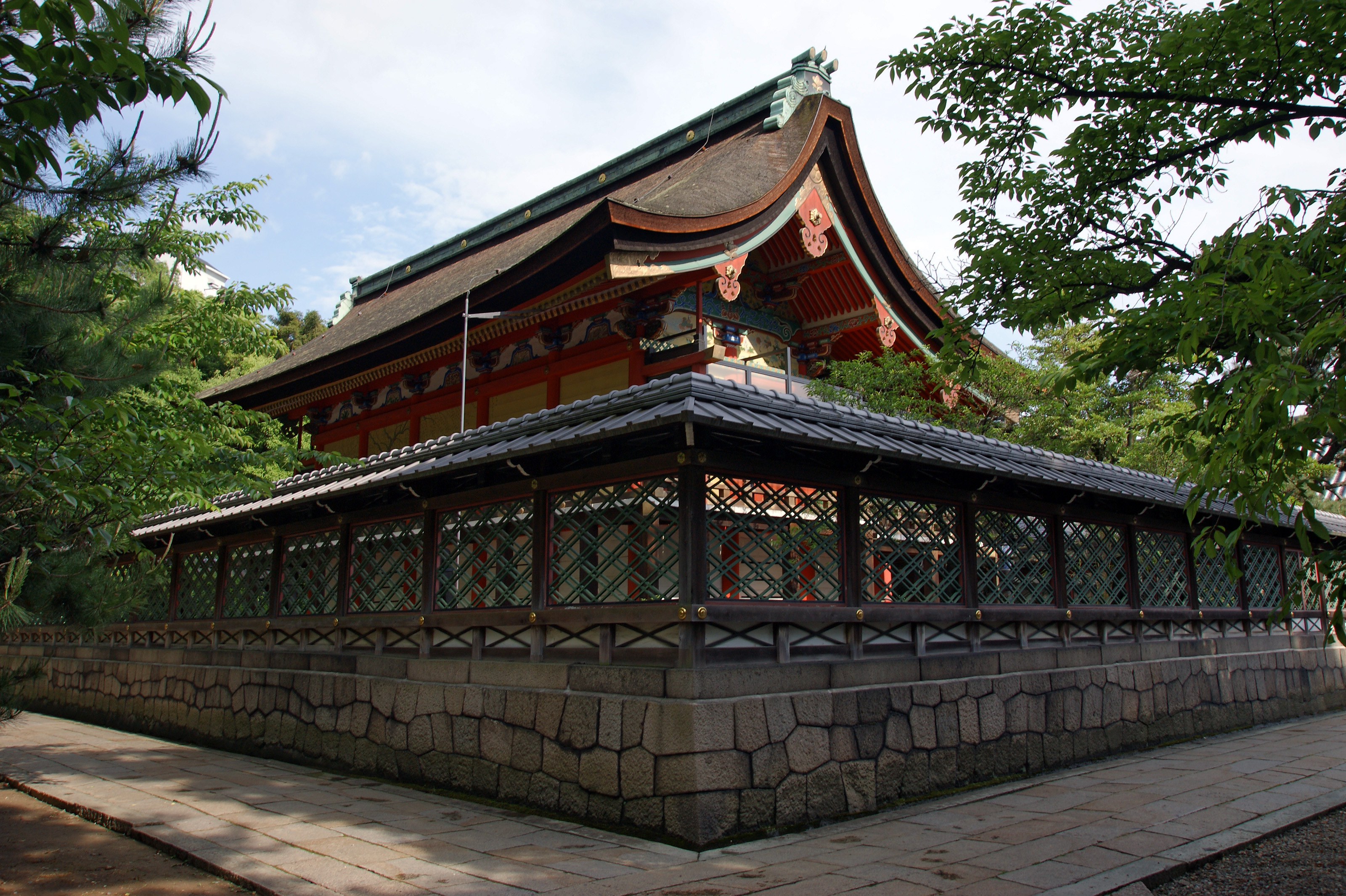
御香宮神社

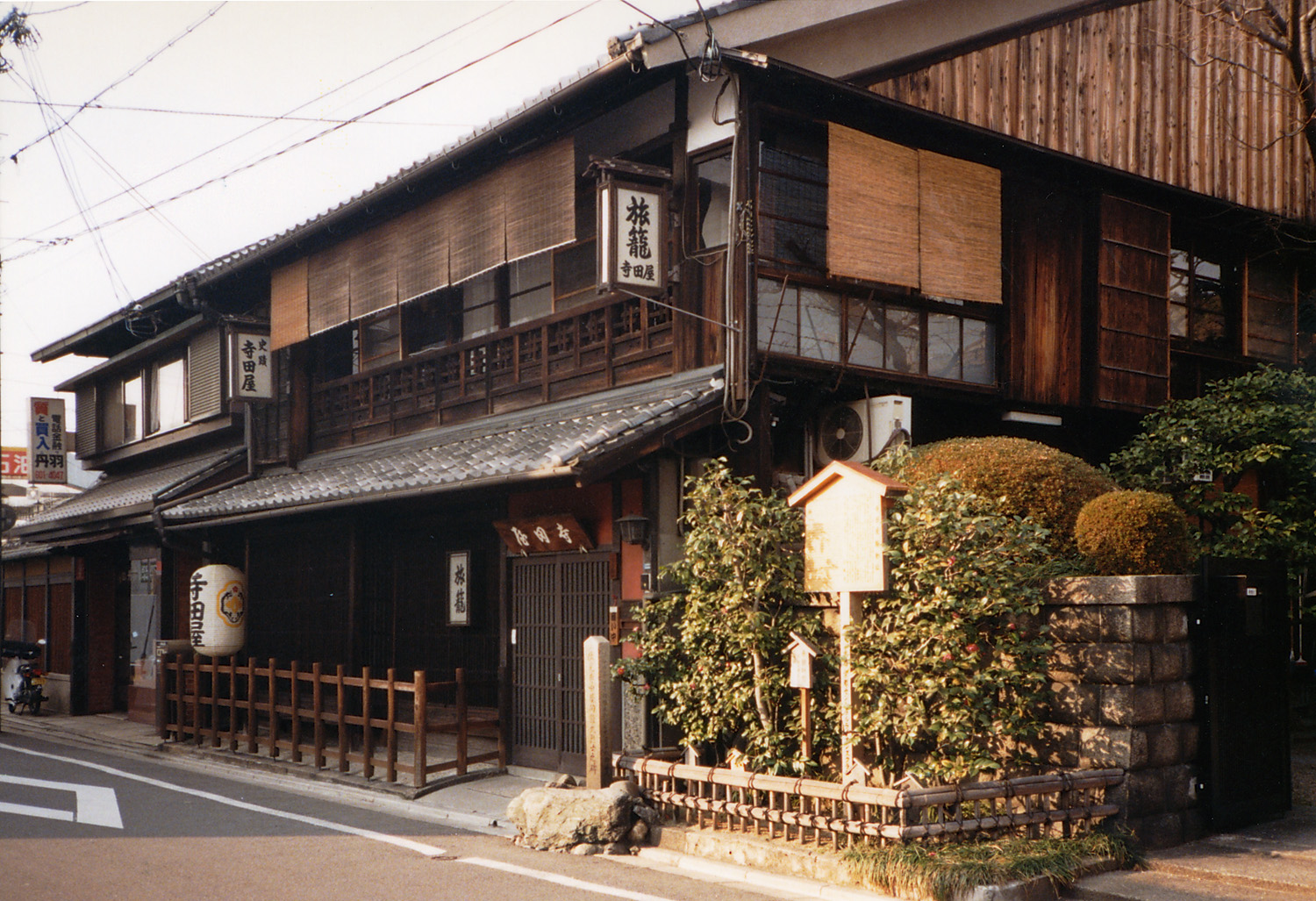
寺田屋

### 受賞・選定
- かおり風景100選 - 「伏見の酒蔵」
- 行ってみたい、歩いてみたい、日本の100か所
- 遊歩百選 - 伏見地区
- 京都百景
- 京都美観風致賞・特別賞（1987年）
- 重要界わい景観整備地域（1997年）
- 京都市自然100選 - 「伏見濠川の柳並木」

### 名所・旧跡
- 伏見桃山陵 - 明治天皇の陵。
- 伏見桃山城
- 伏見港（伏見港公園、伏見みなと公園）
- 京都競馬場
- 伏見稲荷大社 - 稲荷神社の総本宮。
- 羽束師坐高御産日神社
- 與杼神社
- 城南宮
- 藤森神社
- 御香宮神社
- 醍醐寺 - 「古都京都の文化財」の一部として世界遺産に登録。
- 宝塔寺 - 千仏堂で鬼子母神を祀り、伏見人形の発祥。
- 石峯寺 - 寺の境内裏山に伊藤若冲の五百羅漢がある。
- 長建寺
- 妙教寺 - 淀古城の一部であったと比定される。
- 大黒寺 - 寺田屋事件烈士の墓および、宝暦治水事件で自刃した平田靱負（薩摩藩家老）の墓が所在。
- 大善寺 - 京都六地蔵。
- 安楽寿院
- 大日本大道教本部 - 日本の道教信仰と活動している道教系の宗教団体で伏見稲荷大社の隣に本部がある。
- 伏見の日本酒醸造関連遺産 - 近代化産業遺産
  - 月桂冠大倉記念館
  - 月桂冠所蔵物伏見の酒造用具
  - 内蔵酒造場
  - 月桂冠旧本社
  - 月桂冠昭和蔵
  - 旧・大倉酒造研究所
  - 松本酒造酒蔵（仕込蔵、貯蔵蔵）
- 京セラギャラリー
- キザクラカッパカントリー
- 十石舟・三十石船 - 濠川の遊覧船。
- 寺田屋 - 伏見港の船宿、寺田屋事件の舞台。
- 深草北陵

## 出身関連著名人
- 青松敬鎔（元プロ野球選手）
- 赤松真人（元プロ野球選手、広島東洋カープコーチ）
- ANARCHY（ヒップホップMC）
- 天野由梨（声優）
- 池上嘉彦（言語学者）
- 石原彪（プロ野球選手、東北楽天ゴールデンイーグルス所属）
- 泉里香（モデル・女優）
- 伊藤薫（女子プロレスラー、元全日本女子プロレス所属）
- 宇崎竜童（歌手・作曲家）
- 浦井のりひろ（お笑いタレント、男性ブランコメンバー）
- 大野雄大（プロ野球選手、中日ドラゴンズ所属）
- 岡崎雪聲（鋳造師・彫金家）
- 岡島秀樹（元プロ野球選手）
- 岡田康伸（臨床心理学者、京都大学名誉教授）
- 加藤和彦（音楽プロデューサー）
- 亀田温心（中央競馬騎手）
- 川畑泰史（吉本新喜劇座員）
- 木村政雄（元吉本興業常務取締役）
- 倖田來未（歌手・タレント）
- 小嶌久美子（マーケティングコンサルタント）
- 境直行（中央競馬調教師） 出生は熊本県。
- 相良茉優（声優）
- 佐々木美絵（アナウンサー）
- 清水けんじ（吉本新喜劇座員）
- しゃかりきヒロ)（お笑いタレント、しゃかりきメンバー）
- 鈴木えみ（モデル・女優）
- 武邦彦（競馬評論家） 出生は北海道函館市。
- 武宏平（元中央競馬調教師）
- 武豊（中央競馬騎手）
- 谷川俊太郎（詩人） 出生は東京府豊多摩郡杉並町。
- 千之赫子（女優）
- 土建屋よしゆき（ローカルタレント）
- 戸山為夫（元中央競馬調教師。旧淀町出身）
- 中島正純（政治家）
- 中西学（プロレスラー）
- 名高達男（俳優）
- 西阪慶眞（いけばな作家）
- 西垣仁貴 - プロバスケットボール選手（bjリーグ、富山グラウジーズ所属）
- 西口克己（小説家・政治家）
- 西村和彦（俳優）
- 西山翠嶂（日本画家）
- 服部利之（中央競馬調教師）
- 濱田達也（地方競馬騎手）
- 林成年（俳優）
- 土方鐵（作家、部落解放運動家）
- 菱田裕二（中央競馬騎手）
- 本田真凜（フィギュアスケート選手）
- 本田太一（フィギュアスケート選手）
- 本田望結（女優・フィギュアスケート選手）
- 本田紗来（子役・フィギュアスケート選手）
- 真砂勇介（プロ野球選手、福岡ソフトバンクホークス所属）
- 枡田慎太郎（元プロ野球選手）
- misono（歌手・タレント（倖田來未の実妹））
- 宮崎学（作家）
- 宮田笙子（体操選手）
- 村上春樹（作家）
- 森山栄治（福井県客員人権研究員、高浜町助役、関電プラント顧問）
- 山口俊比古（阪急阪神百貨店代表取締役社長）
- 山本秀（ラグビー選手、リコーブラックラムズ東京所属）
- 遊佐浩二（声優）※出生は大阪府
- 吉田敬（お笑いタレント、ブラックマヨネーズメンバー）
- 淀野隆三（フランス文学者）
- さがみゆき（漫画家）
- 草間リチャード敬太（タレント、Aぇ! group）